# Aldervale
Aldervale az Amerikai Egyesült Államok északnyugati részén, Oregon állam Tillamook megyéjében elhelyezkedő önkormányzat nélküli település.